# Drosera natalensis
Drosera natalensis es una especie de planta carnívora perteneciente a la familia de las droseráceas, nativa del sur de África.

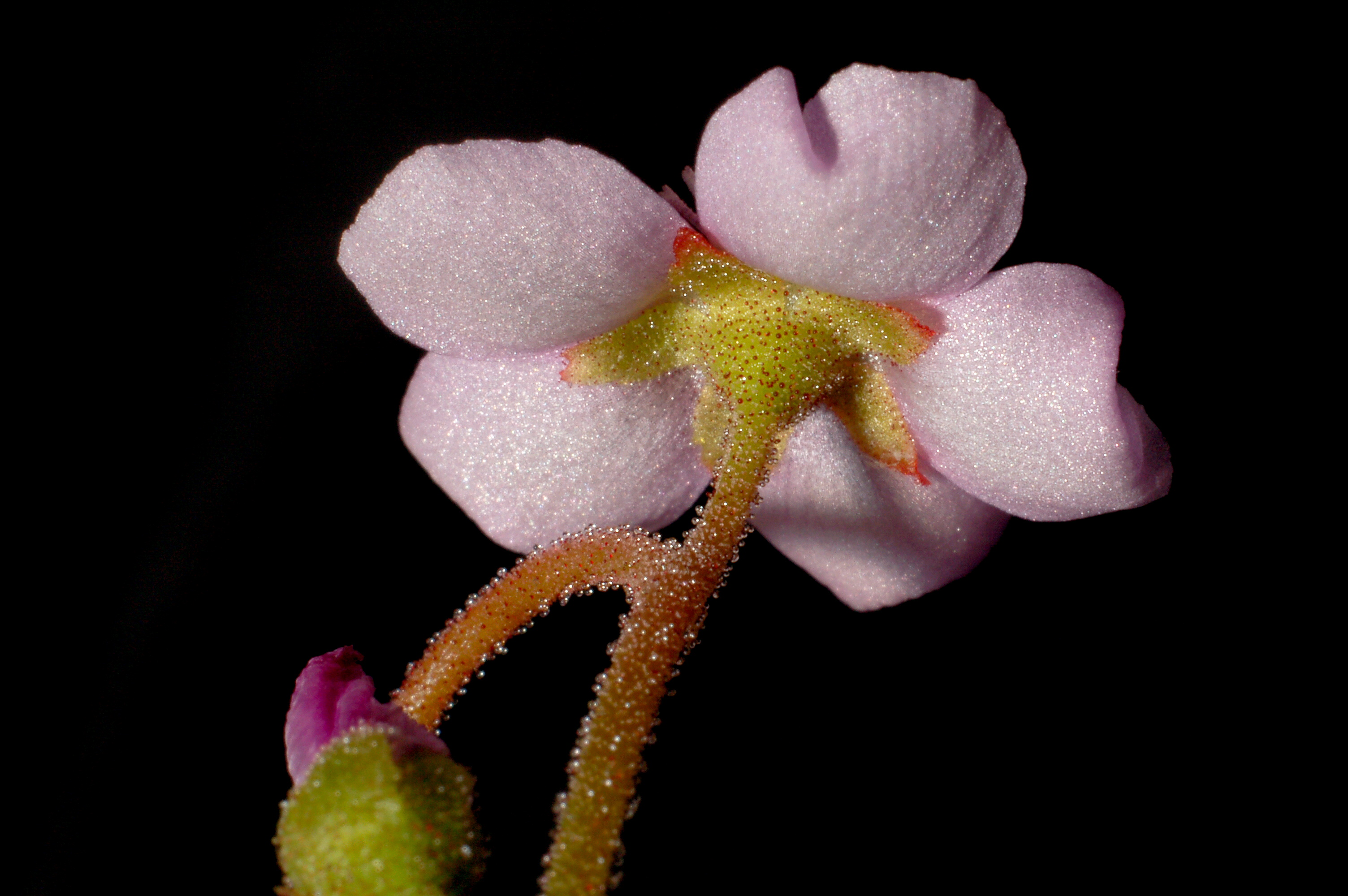
Flor

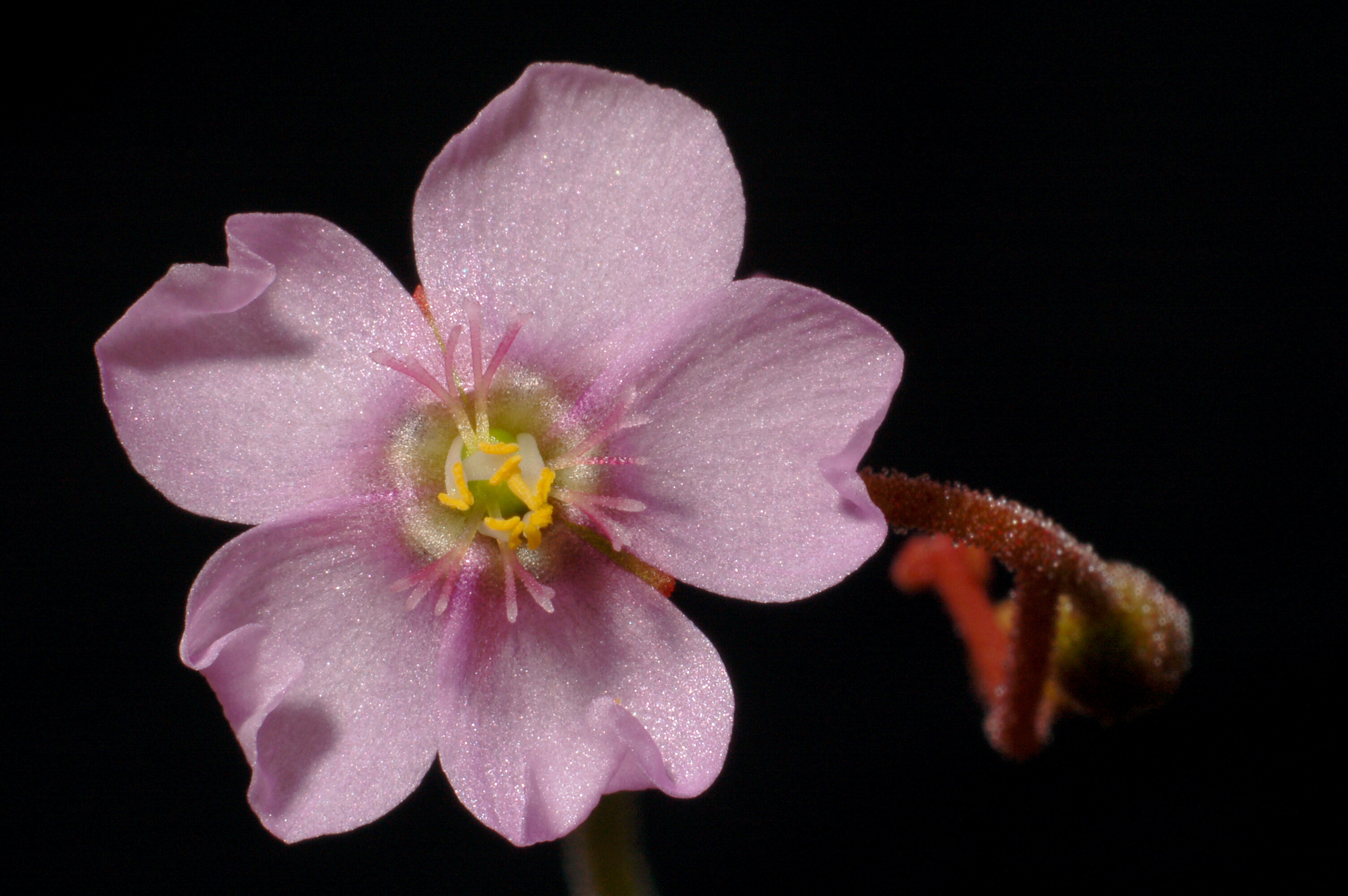
Detalle de la flor

## Descripción
Drosera natalensis son pequeñas plantas herbáceas, creciendo como una roseta basal de un tallo muy corto y tienen varias largas y delgadas raíces. Las hojas son sésiles, las estípulas son connadas y a continuación algunas de ellas con pecíolo, la parte  superior de la hoja el lado está bordeada, de óxido y hasta 2 mm de largo. La lámina de la hoja es de aproximadamente 2 cm de largo y 5 mm de ancho, estrechándose  y ligeramente peluda con forma de cuña para espatulada. El eje de la inflorescencia es erecto, nervudo y durante la floración alcanza los  25 cm, lisas o con unos pocos pelos dispersos. Las hasta diez flores son de hasta 5 mm de largo. Los sépalos se fusionan, los lóbulos individuales de hasta 3 mm de largo y de forma ovoide. Los pétalos son de color rosa, con forma de huevo, blanco o púrpura y tienen una longitud aproximada de 5 milímetros.  Las cápsulas de la fruta son oblongo-redonda, y las semillas fusiformes.

## Distribución
La especie se encuentra sólo en Sudáfrica (Provincia del Cabo, KwaZulu-Natal y Transvaal), Mozambique y en Madagascar en los pantanos.

## Taxonomía
Drosera natalensis fue descrita por Friedrich Ludwig Emil Diels y publicado en Das Pflanzenreich IV. 112(Heft 26): 93. 1906.
Etimología
Drosera: tanto su nombre científico –derivado del griego δρόσος [drosos]: "rocío, gotas de rocío"– como el nombre vulgar –rocío del sol, que deriva del latín ros solis: "rocío del sol"– hacen referencia a las brillantes gotas de mucílago que aparecen en el extremo de cada hoja, y que recuerdan al rocío de la mañana.
natalensis: epíteto geográfico que alude a su localización en Natal.